# Орест Субтельний
О́рест Миросла́вович Субте́льний (англ. Orest Subtelny; 17 травня 1941, Краків, Генеральна губернія, Третій Райх — 24 липня 2016, Торонто, Канада) — українсько-канадський історик. Доктор філософії, з 1982 року — професор кафедри історії та політичних наук Йоркського університету, Торонто, Онтаріо.

## Біографія
Народився 17 травня 1941 у Кракові (теперішня Польща).
Ще студентом у 60-х роках відвідав Україну, про яку з любов'ю розповідав на пластових ватрах, зокрема в таборі «Вовча тропа» (США). Був пластуном (курінь Ватага Бурлаків).
1965-го закінчив Темпльський університет у Філадельфії. Також навчався у Віденському та Гамбурзькому університетах. Ступінь доктора філософії здобув 1973 року у Гарвардському університеті, захистивши дисертацію «Неохочі союзники: Пилип Орлик та його стосунки з Кримським ханством і Османською імперією. 1708—1742» під керівництвом Омеляна Пріцака, а двома іншими промоторами були Олександр Оглоблин та Анджей Ґєровський. Викладацьку кар'єру розпочав на історичному факультеті Гарвардського університету (1973—1975), продовжив у Гамільтонському університеті в Нью-Йорку (1976—1981) й у Йоркському університеті (Канада, з 1982 р. професор історії та політології), де викладав.
1975-го за допомогою Української вільної академії наук (УВАН) опублікував працю «Листи Івана Мазепи». У видавництві Колумбійського університету 1981 надрукував монографію «Мазепинці: український сепаратизм XVIII ст.». 1985-го вийшла друком монографія «Проблема панування у Східній Європі: місцева знать та іноземний абсолютизм. 1500—1715».
1992-го Ореста Субтельного було обрано закордонним членом НАН України, 22 грудня 2006 присвоєно звання Почесного доктора Дипломатичної академії України при МЗС України.
Найбільше визнання Орестові Субтельному принесла праця «Україна: Історія», (1988). Українською мовою книгу було перекладено українським мовознавцем, який працював у Гарвардському університеті, Юрієм Шевчуком і опубліковано 1991; вона витримала кількаразове перевидання.
Орест Субтельний пішов із життя 24 липня 2016 року в 75-річному віці. Похований у Торонто у Канаді.

## Ukraine: A History. (Україна: Історія)
У 1988 році видавництвом Торонтського університету вперше була опублікована книга вченого «Ukraine: A History» (Україна: Історія), яку досі вважають одним із найкращих посібників з історії України. «Ukraine: A History» була визнана однією з найбільш впливових і важливих книг, які були опубліковані Університетом Торонто за 100 років його існування. Ще більший вплив книга справила в Україні. Наприкінці існування Радянського Союзу праця викликала величезний ажіотаж і стала настільною для багатьох українців. Вона висвітлювала саме ті моменти української історії, які навмисно приховували радянські історики. Це спричинило ефект національного піднесення. Ідея об'єктивності історії та національного відродження стали одним з важливих каталізаторів, які рухали українцями на шляху до здобуття незалежності. Таким чином книга «Україна: Історія» відіграла роль головного підручника історії для покоління, яке пережило падіння комуністичної системи і розпад СРСР.
Книгу перекладено німецькою, російською, китайською, болгарською і словацькою мовами.

### Підготовка книги
Задум написати синтезу історії України виник в Ореста Субтельного в 1985 році, коли він ще навчався в аспірантурі. За словами історика, головним стимулом до реалізації цього задуму стало народження сина вченого Олександра. Свою працю вчений вирішив присвятити українцям, які виїхали з Батьківщини, але ніколи її не забували.
Попри те що дослідник працював передовсім у бібліотеках і архівах за океаном, його важко звинуватити в обмеженості використаної джерельної бази. У ті роки емігрантським історикам була доступна майже вся література, що видавали в СРСР: журнали, книжки, газети. Крім того, у розпорядженні заокеанських істориків був великий архів спогадів людей, що виростали в Радянському Союзі, а потім емігрували, а також архів української діаспори. Тому джерел було достатньо. Крім того, Орест Субтельний неодноразово приїжджав в Україну. Пощастило молодому досліднику також і з вчителями, і наставниками. Серед них були першокласні українські історики: Олександр Оглоблин, Іван Лисяк-Рудницький та Омелян Пріцак.

### Поява книги в Україні
Улітку 1991 році Орест Субтельний планував опублікувати свою книгу українською, проте в СРСР почався серпневий путч, і видавці сказали: «Тікайте зі своєю книгою назад до Канади». Проте історик вирішив залишитись. За три дні видавці прийшли і сказали: «Давайте вашу книжку, ми її надрукуємо». Таким чином у перші місяці своєї незалежності Україна побачила нову «Історію України» написану Орестом Субтельним.

## Інші важливі праці

### Мазепинці. Український сепаратизм на початку XVIIIст.
Праця під назвою «The Mazepists: Ukrainian separatism in the early eighteenth century» вийшла в 1981 і була перекладена українською в 1994 році. У ній автор спробував проаналізувати явище появи сепаратистських настроїв у підмосковській частині України. Особливу увагу звернено на дослідженні умов, у яких опинилася перша українська політична еміграція. Композиційно праця складається із трьох частин: перша описує передумови і перебіг повстання Мазепи, друга — бендерський період еміграції та спроби пошуку союзу із Туреччиною і Кримським ханатом, третя — період важких і безуспішних пошуків союзників Пилипом Орликом і його прибічниками.
У праці автор наводить цікаві паралелі між сепаратизмом початку XVIII i початком ХХ ст. на підросійській частині українських земель. Але разом із тим наголошує, що на відміну від українських націоналістів ХХ ст., які у своїй діяльності опиралися на високий рівень національної свідомості і ставили за мету створення незалежної національної держави, мазепинці не мислили такими модерними поняттями, як національна держава. Для них політичні відносини означали насамперед відносини між сувереном і знаттю, що панувала в певній країні.

## Оцінка спадщини
Марта Дичок, професор університету Західного Онтаріо: «Орест Субтельний зробив вплив на два світи: на молоду державу українську, але так само важливо, що він зробив вплив і на англомовний світ. Бо він написав першу англомовну читабельну історію України. І це стало підручником одразу, і по сьогоднішній день це залишається вагомою книжкою».

## Цитати вченого
«У Росії дуже сильне імперське мислення. Вони 10 років були у прострації, і на якийсь час у мене склалося враження, що вони від того відійдуть. Тепер, із Путіним і нафтою, вони повертаються до старого».

## Спогади про Ореста Субтельного
Михайло Слабошпицький: «Це був милий та інтелігентний чоловік. Виглядав молодшим за свій вік. Статура — легкоатлета, адже любив грати у футбол, Орест ніколи нікого не перебивав. Не сперечався. Якщо був не згодний, промовчував або говорив: „Я дивлюся трішки інакше“ чи „Можна на це подивитися з іншого боку“. Про свої особисті проблеми не розповідав. Не любив чаркування, посиденьки.
Завжди був зі смаком вбраний — ніби на прийом до королеви йде. Фулярову хустку мав на шиї, чи серветку в нагрудній кишені під колір краватки».
Літературознавець Микола Жулинський: «Орест турбувався, щоб насамперед праця („Україна: Історія“) вийшла англійською. Хотів донести правду до іноземного читача. Бо тоді, напередодні незалежності, світу відкривалася Україна. В Україні про книжку Субтельного говорили всі. Він став символом історичної правди».

## Відзнаки
- 1982 — отримав Премію фундації Антоновичів за неоціненний внесок у розвиток українських студій (за монографію «Мазепинці: український сепаратизм XVIII ст.»).
- 2001 — нагороджений Орденом «За заслуги» ІІІ ступеня.[20]

## Вшанування пам'яті
У Києві існує вулиця Ореста Субтельного.
У місті Дніпро вулицю Герцена перейменували на вулицю Ореста Субтельного. Провулок Герцена перейменували на провулок Субтельного.
На його честь названо пластовий курінь ч. 119 ім. Ореста Субтельного.

## Твори
- The Mazepists: Ukrainian Separatism in the Early Eighteenth Century (1981).
  - (переклад українською) Мазепинці: український сепаратизм на початку XVIII ст. (1994, Либідь).
- The Domination of Eastern Europe, Foreign Absolutism and Native Nobilities (1986).
- Ukraine: A History (1988).
  - (переклад українською) Україна: Історія (1991, Либідь).
- Ukrainians in North America (1991).
- Нарис історії України(1991). Аркадій Жуковський, Орест Субтельний
- «Ukraine: The Imperial Heritage», Briefing Papers of the Canadian Bureau of International Studies (1996).
- «Cossacks», in The World Book Encyclopedia (1997).
- «Ukraine», в енциклопедії Encarta (1997).
- Orest Subtelny. Plast: Ukrainian Scouting, a Unique Story / with Orest Dzulynsky, Tanya Dzulynsky, and Oksana Zakydalsky. — Toronto : Plast Publishing Inc, 2016. — ISBN 978-0-9684902-4-2.
  - переклад українською: Орест Субтельний. Пласт: Унікальна історія українського скаутського руху / з додатковим авторством Ореста Джулинського, Тані Джулинської та Оксани Закидальської. — Торонто : Plast Publishing Inc. – Пластове Видавництво, 2019. — ISBN 978-1-64606-784-8.

### Некрологи
- На сторінці Дипломатичної академії України при МЗС, www.facebook.com, 26 липня 2016
- In Memoriam: ОРЕСТ СУБТЕЛЬНИЙ, Історична Правда, 26 липня 2016
- На сайті Йоркського університету (англійською), yfile.news.yorku.ca, 27 липня 2016
- На сайті Національної академії наук України, www.nas.gov.ua, 27 липня 2016
- Із публікації у газеті «Toronto Star» (англійською), www.legacy.com, 27 липня 2016
- Історик помер, «Історія» — живе. Урядовий Кур’єр. 27 липня 2016.
- Онлайн-меморіал: Пам'яті Ореста Субтельного. turnerporter.permavita.com (англійською) . Процитовано 12 травня 2021.
- Володимир Кравченко (28 липня 2016). Пам'яті Професора Ореста Субтельного (1941-2016) (англійською). www.ualberta.ca. Canadian Institute of Ukrainian Studies.